# استخوان‌بندی مار

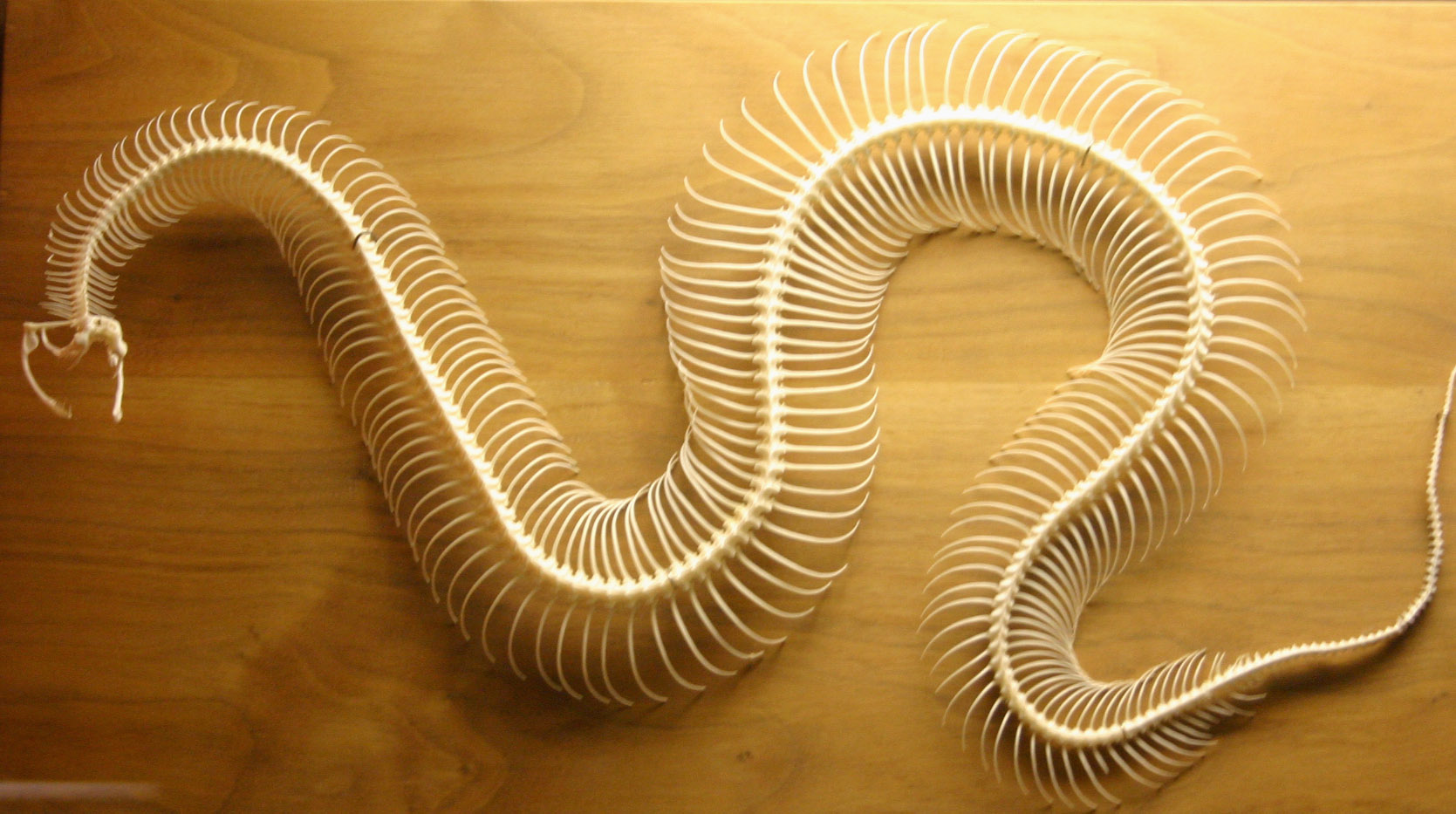

استخوان‌بندی مار عمدتاً از جمجمه، مهره‌ها و دنده‌ها تشکیل شده‌است و تنها بقایای اندام‌ها باقی مانده است.

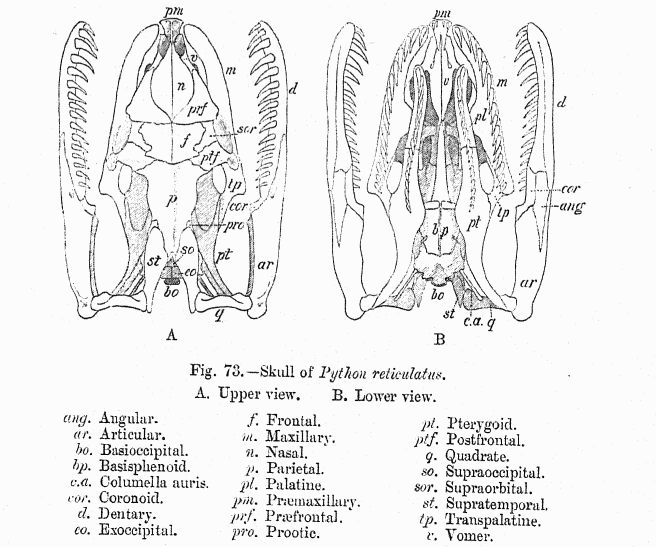
جمجمه پایتون رتیکولاتوس.

جمجمه مار ساختار بسیار پیچیده‌ای است، با مفاصل متعدد که به مار اجازه می‌دهد طعمه‌های بسیار بزرگ‌تر از سر خود را ببلعد.
جمجمه معمولی مار دارای یک پوسته مغزی استخوانی شده‌است، با استخوان‌های پیشانی مجزا و استخوان‌های آهیانه یکپارچه به سمت پایین تا پایه کاسه مغز، که بزرگ است و به سمت نوک که تا ناحیه پروانه‌ای گسترش می‌یابد. بینی کمتر استخوانی‌شده‌است و استخوان‌های جفت‌شده بینی اغلب تنها در پایه خود چسبیده‌اند. کندیل اکسیپیتال یا سه‌لوبی است و توسط بازیوکسیپیتال و بروناکسیپیتال تشکیل شده‌است، یا یک برجستگی ساده که توسط بازیوکسیپیتال تشکیل شده‌است. سوپراکسیپیتال از سوراخ پس‌سری خارج می‌شود. بازیوکسیپیتال ممکن است دارای یک فرایند شکمی خمیده یا هیپوفیز در افعی‌ها باشد.
هیچ مار زنده‌ای بقایای کمان سینه‌ای را نشان نمی‌دهد.

#### اصطلاح‌شناسی غیررسمی یا رایج
نام‌های رایج برای انواع مختلف دندان‌های مار عمدتاً از ادبیات قدیمی‌تر برخاسته است، اما هنوز در نشریات غیررسمی دیده می‌شود. مارهای آگلیف معمولاً بدون نیش نامیده می‌شوند. مارهای اپیستوگلیف، مارهای نیش‌پشتی و مارهای Proteroglyphous و Solenoglyphous هر دو به عنوان مارهای نیش‌جلویی شناخته می‌شوند.

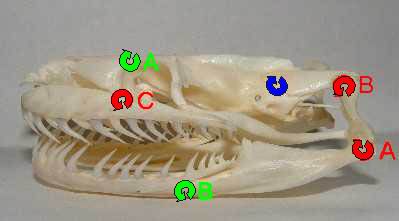
نمای پهلویی جمجمه مار پیتون برمه‌ای، با مفاصل جنبشی قابل دیدن که برچسب گذاری شده‌اند. قرمز = بسیار متحرک، سبز = کمی متحرک، آبی = بی‌حرکت.

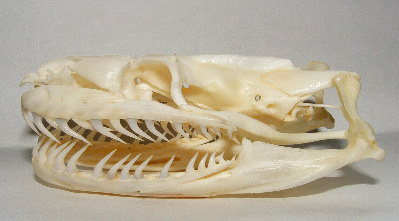
یک مار آگلیف. یک جمجمه پیتون برمه‌ای (Python bivittatus)

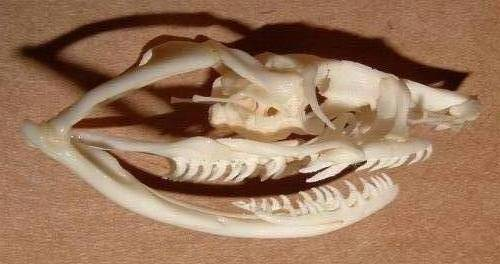
یک مار اپیستوگلیف، جمجمه مار هوگنوس (Heterodon nasicus)

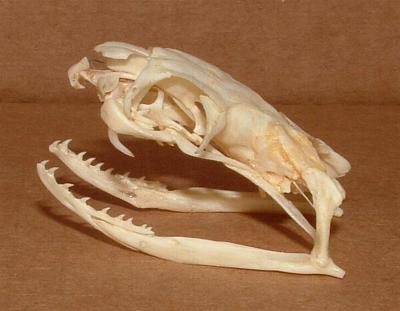
یک مار پروتروگلیف. جمجمه شاه کبرا (Ophiophagus hannah)

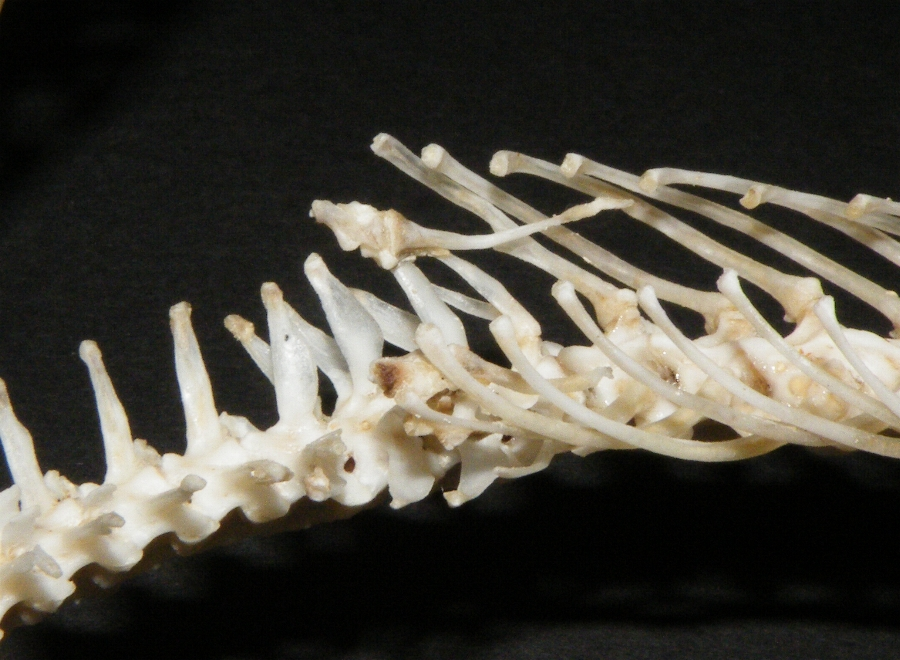
اسکلت مار پیتون بولنس که استخوان‌های درون خار مقعد را نشان می‌دهد

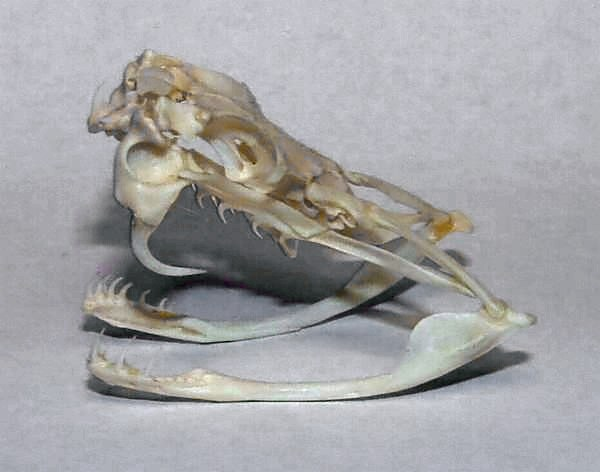
یک مار سولنوگلیف. جمجمه مار زنگی (Crotalus sp.)